# Санго (мова)
Санго (yângâ tî sängö; фр. sango) — державна мова Центральноафриканської Республіки, койне на базі різних мов Адамауа-східної сім'ї зі спрощеною граматикою (елементи креольської мови). Вважається креольською мовою на базі мови нгбанді.
У неї всього 400 тисяч носіїв як першої (отримала значний розвиток як міське койне столичного міста Бангі), однак як другою мовою санго користується набагато більша кількість населення, до 5 мільйонів.
У лексиці є деякий французький вплив. Поширена також в ДР Конго і Чаді.

## Писемність
Абетка мови санго заснована на латиниці. Алфавіти, що використовуються в ЦАР і ДРК, однакові за своїм складом, але відрізняються способом позначення тонів.

### Центральноафриканська Республіка
В ЦАР використовується наступна абетка.
| A a | B b | D d | E e     | F f | G g | Gb gb | H h | I i | K k | Kp kp | L l | M m | Mb mb | Mv mv | N n |
| --- | --- | --- | ------- | --- | --- | ----- | --- | --- | --- | ----- | --- | --- | ----- | ----- | --- |
| /a/ | /b/ | /d/ | /e/ /ɛ/ | /f/ | /g/ | /ɡ͡b/  | /h/ | /i/ | /k/ | /k͡p/  | /l/ | /m/ | /mb/  | /mv/  | /n/ |

| Nd nd | Ng ng | Ngb ngb | Ny ny | Nz nz | O o     | P p | R r | S s | T t | U u | V v | W w | Y y | Z z |
| ----- | ----- | ------- | ----- | ----- | ------- | --- | --- | --- | --- | --- | --- | --- | --- | --- |
| /nd/  | /ng/  | /nɡ͡b/   | /ɲ/   | /nz/  | /o/ /ɔ/ | /p/ | /r/ | /s/ | /t/ | /u/ | /v/ | /w/ | /j/ | /z/ |

- Носові голосні передаються написанням букви n після букви для голосного: an [ã], en [ɛ̃], in [ĩ], on [ɔ̃], un [ũ]. Звуки [e] і [o] носовими бути не можуть.
- Тони передаються шляхом проставлення над буквами для голосних діакритичних знаків: циркумфлекс (ˆ) — високий тон; дієрезис (¨) — середній. Низький тон позначається написанням букв для голосних без перерахованих діакритичних знаків. При передачі інших тонів голосні на письмі подвоюються: високий-низький — циркумфлекс (ˆ) над першою буквою для голосного (наприклад: âa); середній-низький — дієрезис (¨) над першою буквою для голосного (наприклад: äa); низький-високий — циркумфлекс (ˆ) над другою буквою для голосного (наприклад: aâ). Позначення тонів є обовʼязковим.

### Демократична Республіка Конго
В ДРК абетка є такою самою, але спосіб позначення тонів інший.
| A a | B b | D d | E e     | F f | G g | Gb gb | H h | I i | K k | Kp kp | L l | M m | Mb mb | Mv mv | N n |
| --- | --- | --- | ------- | --- | --- | ----- | --- | --- | --- | ----- | --- | --- | ----- | ----- | --- |
| /a/ | /b/ | /d/ | /e/ /ɛ/ | /f/ | /g/ | /ɡ͡b/  | /h/ | /i/ | /k/ | /k͡p/  | /l/ | /m/ | /mb/  | /mv/  | /n/ |

| Nd nd | Ng ng | Ngb ngb | Nz nz | Ny ny | O o     | P p | R r | S s | T t | U u | V v | W w | Y y | Z z |
| ----- | ----- | ------- | ----- | ----- | ------- | --- | --- | --- | --- | --- | --- | --- | --- | --- |
| /nd/  | /ng/  | /nɡ͡b/   | /nz/  | /ɲ/   | /o/ /ɔ/ | /p/ | /r/ | /s/ | /t/ | /u/ | /v/ | /w/ | /j/ | /z/ |

- Носові голосні передаються написанням букви n після букви для голосного: an [ã], en [ẽ], in [ĩ], on [õ], un [ũ]. Звуки [ɛ] і [ɔ] носовими бути не можуть.
- Тони передаються шляхом простановки над буквами для голосних діакритичних знаків: акут (´) — високий тон; макрон (̄) — середній; гравіс (`) — низький; циркумфлекс (ˆ) — високий-низький.